# Svitlana Mazi
Svitlana Mazi (ucraïnès: Світлана Іванівна Мазій)  (Kíiv, 30 de gener de 1968) és una remadora ucraïnesa, ja retirada, guanyadora de dues medalles olímpiques.
Durant la seva carrera esportiva va prendre part en quatre edicions dels Jocs Olímpics d'Estiu, el 1988, 1996, 2000 i 2004. El 1988, a Seül i sota bandera soviètica, va guanyar la medalla de plata en la prova del quàdruple scull del programa de rem. Va formar equip amb Irina Kalimbet, Inna Frolova i Antonina Doumtcheva. El 1996, ja sota bandera d'Ucraïna, va tornar a guanyar la medalla de plata en la prova del quàdruple scull. En aquesta ocasió formà equip amb Diana Miftakhutdinova, Inna Frolova i Olena Ronzhina. Als Jocs de Sydney del 2000 fou quarta en el quàdruple scull i als d'Atenes del 2004 sisena en el doble scull.
En el seu palmarès també destaquen sis medalles al Campionat del món de rem, tres de plata i tres de bronze, entre les edicions de 1987 i 1999.